# Deutsche Fertighaus Holding
Die DFH Deutsche Fertighaus Holding AG ist eines der größten Unternehmen der deutschen Fertighaus-Branche. Die im Jahr 2001 gegründete DFH ist die Dachgesellschaft der Fertighausmarken Massa Haus, Allkauf, Okal und weiterer Tochtergesellschaften. Sitz der DFH und ihrer Tochterunternehmen ist Simmern/Hunsrück.

## Unternehmensgeschichte
Die DFH gehörte bis Ende 2003 zu der in Frankfurt am Main ansässigen Verwertungsgesellschaft Divaco, an der neben dem Hauptgesellschafter Metro AG (49 %) auch die Deutsche Bank (39 %) und der Versicherungskonzern Gerling (12 %) beteiligt waren. Seit ihrer Gründung 1998 hatte die Divaco Handelsaktivitäten und Beteiligungen gehalten, die die Metro AG abstoßen wollte, da sie nicht zum Kerngeschäft des Handelskonzerns gehörten. Rückwirkend zum 31. Dezember 2003 verkaufte die Metro AG ihre Beteiligung an der hochverschuldeten Divaco für einen symbolischen Euro an deren damaligen Finanzvorstand Siegfried Kaske (Alleinaktionär und Alleinvorstand der Divaco). Bis zu diesem Management-Buy-out zählte die DFH zu den noch nicht verwerteten Beteiligungen der Divaco.
Die ehemalige Metro-Tochter DFH Eigenheimbank AG, Saarbrücken, die anfänglich die Finanzierungs- und Versicherungsdienstleistungen für die vier Vertriebslinien der DFH-Gruppe abwickelte, wurde zum 19. Dezember 2003 zunächst zur DFH Eigenheimbank GmbH umgewandelt, dann Anfang 2004 vollständig von der General-Motors-Finanzdienstleistungstochter GMAC Financial Services über deren deutsche Tochtergesellschaft GMAC-RFC Deutschland GmbH (General Motors Acceptance Corporation Residential Funding Corporation) übernommen und in GMAC-RFC Bank GmbH umfirmiert (mit Sitz nunmehr in Wiesbaden).
Im Bereich Dienstleistungen (z. B. Bemusterung) und Logistik (Materiallieferung) besteht eine Zusammenarbeit mit dem nicht der DFH, sondern der Eurobaustoff-Gruppe angehörenden Unternehmen Mobau-Wirtz Haussysteme in Heinsberg (Tochter der Mobau Wirtz Unternehmensgruppe) sowie den Praktiker-Baumärkten, die ehemals zu den Beteiligungen unterhalb der Divaco gehörte.
2017 bestanden mehr als 120 Musterhauszentren/-standorte. 2017 erlöste der Konzern 542 Millionen Euro Umsatz bei rund 1.500 Mitarbeitern. Für die drei Vertriebslinien sind zudem rund 600 Handelsvertreter tätig.
2023 war das Unternehmen stark von der Baukrise betroffen, Fertigstellungen brachen um ein Drittel, Neuaufträge um die Hälfte ein.

## Beteiligungen

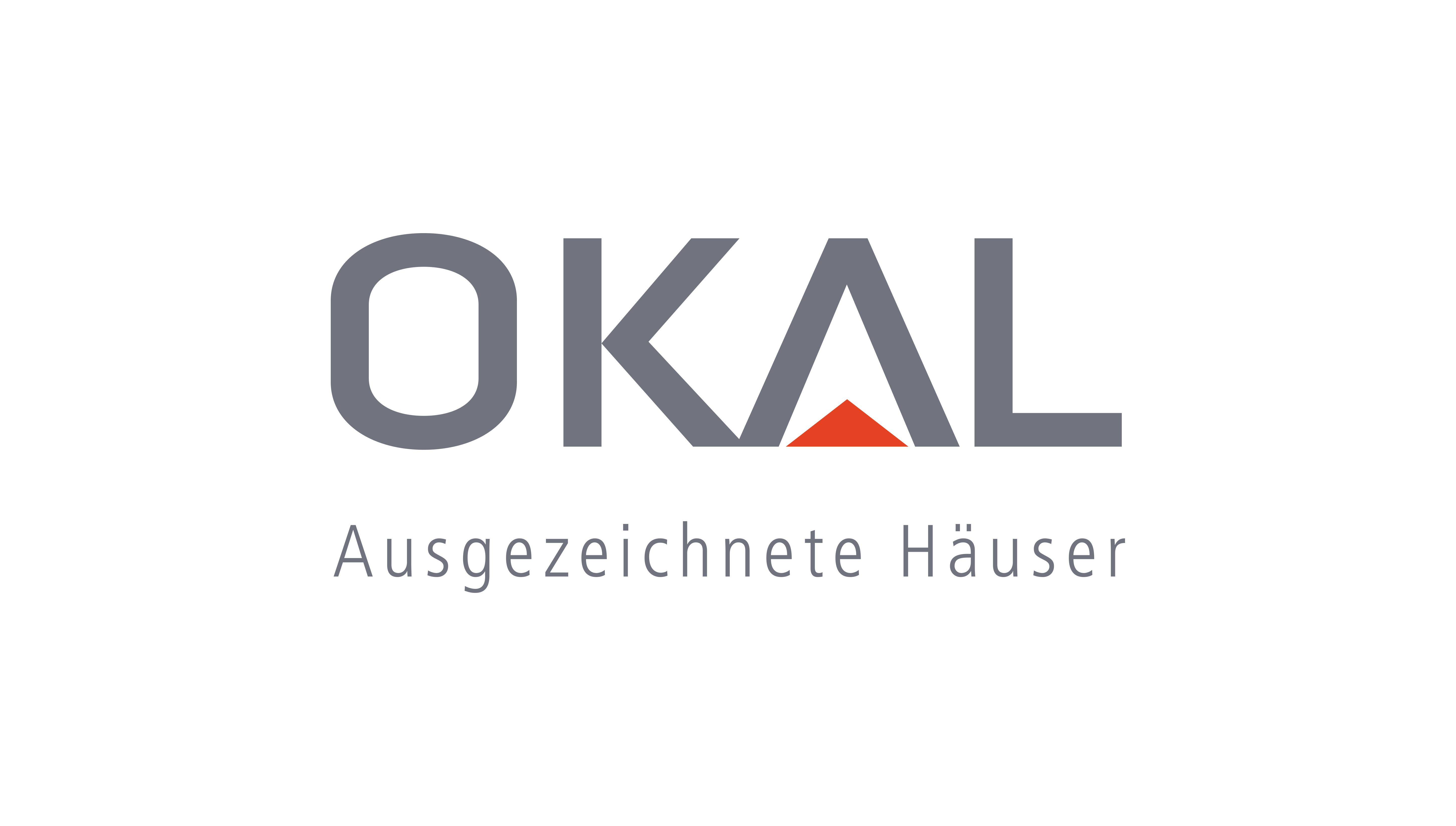

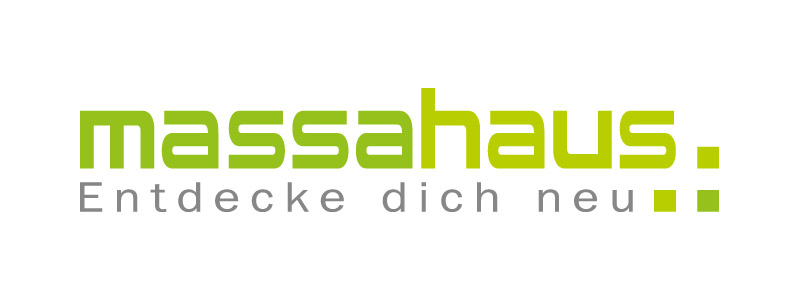

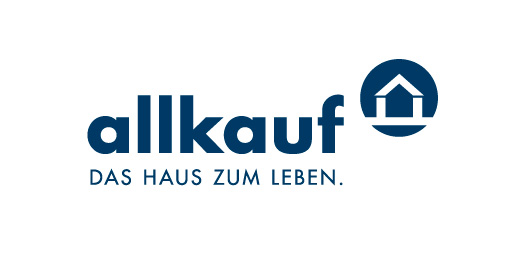

### Vertriebslinien
- OKAL Haus GmbH: Spezialisiert auf schlüsselfertige Bauten. Gegründet 1928 von Otto Kreibaum aus Lauenstein (aus den Anfangsbuchstaben leitet sich der Firmenname OKAL ab), 2000 Mehrheitsbeteiligung durch die Divaco erworben.[3]
- massa haus GmbH: ehemalige Tochtergesellschaft der Metro AG, spezialisiert auf Ausbauhäuser (deutscher Marktführer in diesem Segment). Über 28.000 realisierte Bauvorhaben. Die Fertighäuser werden im ehemaligen RIWA-Werk in Simmern/Hunsrück gefertigt. Früher enge Kooperation mit den Praktiker-Baumärkten, an denen die Metro Group bis April 2006 eine Beteiligung hielt.
- allkauf haus GmbH: Spezialisiert auf Ausbauhäuser. Seit 1984 am Markt. Fast 14.000 realisierte Bauvorhaben. Die ehemals zur allkauf-Gruppe (aufgegangen in der Metro-Handelskette real) gehörenden 56 Verkaufsbüros der allkauf-Haus GmbH, darunter 16 Musterhaus-Standorte, wurden 1998 unter Beibehaltung der Firmierung an die massa-Ausbauhaus GmbH verkauft.

### Produktionsgesellschaft
- DFH Haus GmbH: gegründet zum 1. Januar 2006 durch Umfirmierung der massa ausbauhaus GmbH, ist zum einen der Vertragspartner für die abgeschlossenen Hausverträge der drei operativen Unternehmen massa, allkauf und OKAL. Zum anderen ist die DFH Haus auch zuständig für die kaufmännische und technische Abwicklung der gesamten abgeschlossenen Hausverträge der operativen Unternehmen der Deutschen Fertighaus Holding AG.

## Auszeichnungen
2014 erhielt die DFH den „Großen Preis des Mittelstandes“ der Oskar-Patzelt-Stiftung. 2015 erhielt das von der TU Darmstadt und der DFH gemeinsam konzipierte Studentenwohnheim „CUBITY“ den Iconic Award des Rats für Formgebung.

## Forschungsprojekt mit FH Aachen
Zusammen mit der Fachhochschule Aachen lief seit Frühjahr 2015 ein gemeinsames Forschungsprojekt „LoCaL – Low Carbon Lifecycle“, das Konzepte für den Umgang mit Bestandsgebäuden entwickelt und umsetzt. Ziel des Projekts ist die Erfassung von Ressourceneinsatz, Energieverbrauch und Umweltbelastung in Relation zum Lebenszyklus eines Eigenheims. Im April 2017 beendete die DFH das Forschungsprojekt vorzeitig.